# Krotz Springs
Krotz Springs és una població dels Estats Units a l'estat de Louisiana. Segons el cens del 2000 tenia 1.219 habitants.

## Demografia
Segons el cens del 2000, Krotz Springs tenia 1.219 habitants, 490 habitatges, i 339 famílies. La densitat de població era de 272,1 habitants/km².
Dels 490 habitatges en un 34,9% hi vivien nens de menys de 18 anys, en un 52,4% hi vivien parelles casades, en un 11,8% dones solteres, i en un 30,8% no eren unitats familiars. En el 26,9% dels habitatges hi vivien persones soles el 12,9% de les quals corresponia a persones de 65 anys o més que vivien soles. El nombre mitjà de persones vivint en cada habitatge era de 2,49 i el nombre mitjà de persones que vivien en cada família era de 2,99.
Per edats la població es repartia de la següent manera: un 26,9% tenia menys de 18 anys, un 11,4% entre 18 i 24, un 28% entre 25 i 44, un 20,2% de 45 a 60 i un 13,5% 65 anys o més.
L'edat mediana era de 33 anys. Per cada 100 dones de 18 o més anys hi havia 87,2 homes.
La renda mediana per habitatge era de 26.823 $ i la renda mediana per família de 31.842 $. Els homes tenien una renda mediana de 29.167 $ mentre que les dones 21.875 $. La renda per capita de la població era de 13.914 $. Entorn del 17,5% de les famílies i el 22,5% de la població estaven per davall del llindar de pobresa.

## Poblacions més properes
El següent diagrama mostra les poblacions més properes.